# Бабилония, Тай
Тай Рейна Бабилония (англ. Tai Reina Babilonia; 22 сентября 1960 года в Лос-Анджелесе, Калифорния, США) — американская фигуристка выступавшая в парном катании. В паре с Рэнди Гарднером — пятикратная чемпионка США (1976 — 1980) и чемпионка мира (1979).
Бабилония — Гарднер стали первой американской парой за 29 лет, выигравшей чемпионат мира в парном катании. До них это удалось только Кэрол и Питеру Кеннеди в 1950 году.

## Карьера
Кататься вместе Тай и Рэнди начали когда ей было 8 лет, а ему — 10. Тренером пары был чемпион мира 1953 года Джон Никс, под руководством которого Бабилония — Гарднер 5 раз выигрывали титул чемпионов США, а в 1979 — титул чемпионов мира. На Олимпийских играх 1980 года фигуристы считались одними из фаворитов в борьбе за медали, но во время заключительной разминки перед короткой программой на одном из приземлений Гарднер надорвал связку в паху и пара была вынуждена сняться с соревнований. Позже чемпионов мира поспешат обвинить в том, что они просто-напросто не выдержали свалившейся на них ответственности и перегорели. Для фигуристов пережитое стало сильным стрессом. У Гарднера на нервной почве открылась язва желудка, а Тай стала одержима манией самоубийства. Осенью 1988 года она пыталась покончить жизнь самоубийством от передозировки снотворного.
Пройдя длительный период реабилитации, в апреле 1993 года, подписав контракт с фирмой Campbell's Soup, фигуристы вернулись на лёд и выступали в различных шоу до 2008 года.
В настоящее время Тай занимается дизайном своей линии одежды Tai совместно с фирмой Bear Hill Sports.

## Результаты выступлений
(с Рэнди Гарднером)
| Соревнование/Сезон      | 1973-1974 | 1974-1975 | 1975-1976 | 1976-1977 | 1977-1978 | 1978-1979 | 1979-1980 |
| ----------------------- | --------- | --------- | --------- | --------- | --------- | --------- | --------- |
| Зимние Олимпийские игры |           |           | 5         |           |           |           | WD        |
| Чемпионаты мира         | 10        | 10        | 5         | 3         | 3         | 1         |           |
| Чемпионаты США          | 2         | 2         | 1         | 1         | 1         | 1         | 1         |
| Nebelhorn Trophy        | 1         |           |           |           |           |           |           |
| Coupe des Alpes         | 3         |           |           |           |           |           |           |

- WD = снялись с соревнований

## Личная жизнь
Тай вышла замуж в 1992 году за Кэри Батлер, однако супруги расстались в 1997 году. 6 февраля 1995 года у них родился сын Скаут Габриель Батлер. С 2003 года жила в гражданском браке с актёром Дэвидом Бреннером до его смерти (2014).